# Frank Gehry
Frank Owen Gehry  (/ ˈɡɛəri /; rojen kot Frank Owen Goldberg), CC (Red Kanade), FAIA (Član Ameriškega inštituta za arhitekte), kanadsko-ameriški arhitekt in oblikovalec, *  28. februar 1929, Toronto, Ontario, Kanada
Prebiva v Los Angelesu.
Številne njegove stavbe, vključno z njegovo zasebno rezidenco, so postale svetovno znane znamenitosti. Njegova dela so navedena med najpomembnejšimi deli sodobne arhitekture v raziskavi World Architecture Survey 2010, zaradi česar ga je Vanity Fair označil za »najpomembnejšega arhitekta naše dobe«.
Med najbolj znana Gehryjeva dela spadajo Guggenheimov muzej, oblečen v titan, v Bilbau v Španiji; Koncertna dvorana Walta Disneyja v središču Los Angelesa; Fundacija Louis Vuitton v Parizu v Franciji; Center MIT Ray in Maria Stata v Cambridgeu v Massachusettsu; Center za molekularne študije Vontz v kampusu Univerze v Cincinnatiju; Muzej pop kulture v Seattlu; New World Center v Miami Beachu; Weismanov muzej umetnosti na Univerzi v Minnesoti v Minneapolisu; Plešoča hiša v Pragi; Muzej oblikovanja Vitra in muzej MARTa Herford v Nemčiji; umetniška galerija Ontario v Torontu; Cinémathèque Française v Parizu; in 8 Spruce Street v New Yorku.
Njegova zasebna rezidenca v Santa Monici v Kaliforniji je začela njegovo kariero. Gehry je tudi oblikovalec nacionalnega spomenika Dwighta D. Eisenhowerja.

## Zgodnje življenje
Gehry se je rodil kot Frank Owen Goldberg 28. februarja 1929 v Torontu v državi Ontario, Kanada staršem Sadie Thelma (rojena Kaplanski / Caplan) in Irvingu Goldbergu. Njegov oče se je rodil v Brooklynu v New Yorku ruskim judovskim staršem, njegova mati pa je bila poljska judovska priseljenka, rojena v Lodžu. Ustvarjalnega otroka je spodbujala njegova babica Leah Caplan, s katero sta iz ostankov lesa gradila majhna mesta. S temi ostanki iz moževe trgovine s strojno opremo ga je ure zabavala, gradila domišljijske hiše in futuristična mesta na tleh dnevne sobe
Njegova uporaba valovitega jekla, verižnih ograj, neobarvanega vezanega lesa in drugih uporabnih ali "vsakdanjih" materialov je bila deloma navdihnjena s preživljanjem sobotnih jutranjih ur v dedovi trgovini s strojno opremo. Da bi porabil čas je risal z očetom, mati pa ga je uvajala v svet umetnosti. »Torej so bili ustvarjalni geni«, pravi Gehry. »Toda moj oče je mislil, da sem sanjač, ničesar nisem hotel. Moja mama je mislila, da sem samo zadržan, da bi kaj storil. Ona bi me potiskala.«
Njegov dedek mu je dal hebrejsko ime Ephraim, ki pa ga je uporabljal samo v svoji Bar in Bat micva.

### Izobrazba
Leta 1947 se je njegova družina priselila v ZDA in se naselila v Kaliforniji. Gehry se je zaposlil kot voznik dostavnega vozila in študiral na Los Angeles City College, da bi sčasoma diplomiral na šoli za arhitekturo Univerze v Južni Kaliforniji. V tem času je postal član bratovščine Alpha Epsilon Pi.
Kot pravi Gehry: »Bil sem voznik tovornjaka v Los Angelesu in obiskoval City College; poskusil sem se kot napovedovalec na radiu, kar pa mi ni šlo preveč dobro. Poskusil sem s kemijo, v kateri tudi nisem bil preveč dober in je tudi nisem maral, potem pa sem se domislil. Veste, nekako sem preprosto začel premlevati vprašanje „Kaj imam pravzaprav rad?“ Kje sem že bil? Kaj me je navduševalo? In spomnil sem se umetnosti, da sem rad obiskoval muzeje in rad gledal slike, da sem rad poslušal glasbo. Te stvari sem dobil po materi, ki me je vodila na koncerte in v muzeje. Spomnil sem se babice in kock in nekaj me je prijelo, da sem poskusil poslušati nekaj predmetov o arhitekturi.« Gehry je diplomiral iz arhitekture na University of South California leta 1954.
Po diploma je nekaj časa delal v raznih drugih službah zunaj področja arhitekture, med drugim je tudi služil v ameriški vojski. Jeseni leta 1956 je svojo družino preselil v Cambridge, kjer je študiral urbanizem na harvardski podiplomski šoli za oblikovanje. Zapustil jo je še pred koncem programa, ker mu je zmanjkalo navdušenja in je bil nad programom razočaran. Gehryeve levičarske zamisli o družbeno odgovorni arhitekturi so bile premalo udejanjene, kaplja čez rob pa je bila, ko je poslušal razpravo o »tajnem projektu v teku« enega od profesorjev – palačo, ki jo je ta načrtoval za kubanskega desničarskega diktatorja Fulgencia Batisto (1901-1973).

## Kariera
Gehry se je vrnil v Los Angeles, kjer je delal za Victor Gruen Associates, pri katerem je bil vajenec na šoli za arhitekturo USC. Leta 1957 je dobil priložnost, da je pri 28 letih skupaj s prijateljem in starim sošolcem Gregom Walshom zasnoval svojo prvo zasebno rezidenco. Gradnjo je opravil še en sosed čez cesto družine svoje žene, Charlie Sockler. Zgrajena v Idyllwildu v Kaliforniji za družinskega soseda svoje žene Anite Melvina Davida, The David Cabin, prikazuje značilnosti, ki naj bi postale sinonim za kasnejše delo. Gorska koča na več kot 190 m2 ima edinstvene oblikovne značilnosti z močnimi azijskimi vplivi, ki izhajajo iz njegovih prvih navdihov v tistem času, kot je zakladnica Šoso-in v Nari na Japonskem. Nosilci štrlijo z zunanjih strani, vertikalni detajli Douglasove jelke in izpostavljeni nedokončani stropni nosilci so pomembne značilnosti.
Leta 1961 se je preselil v Pariz, kjer je delal za arhitekta Andreja Remondeta. Leta 1962 je Gehry ustanovil podjetje v Los Angelesu, ki je leta 1967 postalo Frank Gehry in sodelavci, nato pa leta 2001 Gehry Partners. Najzgodnejša Gehryjeva naročila so bila vsa v južni Kaliforniji, kjer je zasnoval številne inovativne komercialne strukture, kot je Santa Monica Place (1980) in stanovanjske stavbe, kot je ekscentrična Nortonova hiša (1984) v Benetkah v Kaliforniji.
Med temi deli pa je Gehryjeva najpomembnejša zasnova prenova lastne rezidence v Santa Monici. Prvotno zgrajena leta 1920 in jo je Gehry kupil leta 1977, ima kovinsko zunanjost, ovito okoli prvotne stavbe, ki pušča vidne številne prvotne podrobnosti. Gehry še vedno prebiva tam.
Med drugimi dokončanimi stavbami, ki jih je Gehry zasnoval v 1980-ih, sta morski akvarij Cabrillo (1981) v San Pedru in Kalifornijski vesoljski muzej (1984) v Kalifornijskem muzeju znanosti in industrije v Los Angelesu.
Leta 1989 je Gehry prejel Pritzkerjevo arhitekturno nagrado. Žirija je Gehryja navedla kot »Vedno odprt za eksperimentiranje, ima pa tudi zanesljivost in zrelost, ki se upira, tako kot Picasso, ki ga vežejo bodisi kritično sprejemanje bodisi njegovi uspehi. Njegove stavbe so v sosednjih kolažih prostorov in materialov, ki omogoči uporabnikom, da hkrati razkrijejo gledališče in kulise.«
Čeprav je Gehry še naprej oblikoval druge pomembne stavbe v Kaliforniji, kot je stavba Chiat / Day Building (1991) v Benetkah, v sodelovanju s Claesom Oldenburgom, ki je znan po ogromnem kipu daljnogleda, je začel prejemati tudi večja nacionalna in mednarodna naročila. Sem spada tudi prvo evropsko naročilo, Mednarodni muzej za izdelavo pohištva in muzej oblikovanja Vitra v Nemčiji, ki je bil končan leta 1989. Kmalu so sledile še druga večja naročila, vključno z Muzejem umetnosti Fredericka Weismana (1993) v Minneapolisu v Minnesoti, Cinémathèque Française (1994) v Parizu in Plešoča hiša (1996) v Pragi.
Leta 1997 se je Gehry dvignil na novo stopnjo mednarodnega priznanja, ko se je v Bilbau v Španiji odprl Guggenheimov muzej Bilbao. New Yorker ga je pozdravil kot »mojstrovino 20. stoletja« in legendarni arhitekt Philip Johnson kot »največjo stavbo našega časa«, muzej pa je zaslovel s svojo presenetljivo, a hkrati estetsko prijetno zasnovo in ekonomskim učinkom mestu.
Od takrat je Gehry redno zmagoval na velikih natečajih in se nadalje uveljavil kot eden najpomembnejših svetovnih arhitektov. Njegova najbolje sprejeta dela vključujejo več koncertnih dvoran za klasično glasbo, kot je hudomušna in čudovita Koncertna dvorana Walta Disneyja (2003) v središču Los Angelesa, ki je bila osrednji del oživitve soseske, Los Angeles Times pa jo je označil za »najučinkovitejši odgovor na dvomljive, nenavadne in godrnjajoče kritike, ki jih je kdaj ustvaril ameriški arhitekt« , paviljon Jay Pritzker na prostem (2004) v parku Millennium v Chicagu, in podcenjeni New World Center (2011) ) v Miami Beachu, ki ga je LA Times poimenoval »del arhitekture, ki si ga upa podceniti ali na prvi pogled odpisati.«
Druga pomembna dela so akademske stavbe, kot so Stata Center (2004)  na MIT in knjižnica Peter B. Lewis (2008) na univerzi Princeton, muzeji, kot je Muzej pop kulture (2000) v Seattlu, Washington, poslovne stavbe, kot je stavba IAC (2007) v New Yorku, in stanovanjske stavbe, kot je Gehryjev prvi nebotičnik, Beekmanov stolp na ulici 8 Spruce Street (2011)  v New Yorku.
Med nedavnimi in tekočimi velikimi deli Gehryja po vsem svetu je stavba krila dr. Chau Chak na Univerzi za tehnologijo v Sydneyju, dokončana leta 2014. Krilo Chau Chak s 320.000 opekami na fasadi je na lestvici težavnosti opisano kot »10 od 10«. V delu je projekt Guggenheim Abu Dhabi na otoku Saadiyat v Združenih arabskih emiratih. Drugi pomembni projekti, kot so Mirvish Towers v Torontu, in več desetletna prenova Philadelphia Museum of Art so trenutno v fazi načrtovanja. Oktobra 2013 je bil Gehry imenovan za skupnega arhitekta s podjetjem Foster + Partners za načrtovanje faze High Street razvoja elektrarne Battersea v Londonu, prvi Gehryjev projekt tam.
Vendar v zadnjih letih nekateri vidnejši modeli Gehryja niso uspeli. Poleg nerealiziranih zasnov, kot sta velika razširitev umetniške galerije Corcoran v Washingtonu in nov muzej Guggenheim v bližini pristanišča South Street v New Yorku. Leta 2014 pa je bil tudi opuščen kot oblikovalec Centra uprizoritvenih umetnosti World Trade Center, oba v New Yorku. Kljub temu so nekateri zastali projekti v zadnjem času pokazali napredek: po dolgih letih in razrešitvi je bil Gehry pred kratkim obnovljen kot arhitekt projekta Grand Avenue v Los Angelesu, in čeprav je Gehryjeva kontroverzna zasnova National Dwighta D. Eisenhowerjev spomenik v Washingtonu, DC, in je bil v postopku odobritve s kongresom ZDA podvržen številnim zamudam, je bil projekt končno odobren leta 2014 s spremenjeno zasnovo.
Leta 2014 sta se odprla dva pomembna, težko pričakovana muzeja, ki jih je zasnoval Gehry: Biomuseo, muzej biotske raznovrstnosti v mestu Panama v Panami in Fondation Louis Vuitton, sodobni muzej umetnosti v parku Bois de Boulogne v Parizu v Franciji, ki je bil odprt za nekaj izjemnih kritik.
Tudi leta 2014 je podjetju Gehry naročilo podjetje River LA, prej znano kot korporacija za revitalizacijo rek Los Angelesa, neprofitna skupina, ki jo je leta 2009 ustanovilo mesto Los Angeles za usklajevanje rečne politike, da bi oblikovali obsežen nov načrt za reko.
Februarja 2015 je bila uradno odprta nova stavba Univerze za tehnologijo v Sydneyu, katere fasada je bila zgrajena iz več kot 320.000 ročno postavljenih opek in steklenih plošč in stala 180 milijonov ameriških dolarjev. Gehry je dejal, da stavbe, kot je »zmečkana papirnata vrečka«, ne bo več projektiral.
Gehry je za francoski časopis La Croix novembra 2016 dejal, da je francoski predsednik François Hollande arhitektu zagotovil, da se bo lahko preselil v Francijo, če bo Donald Trump izvoljen za predsednika ZDA. Naslednji mesec je Gehry dejal, da se ne namerava preseliti. Trump in on sta si izmenjala besede leta 2010, ko je bila Gehryjeva 8 Spruce Street, prvotno znana kot Beekman Tower, zgrajena 1 čevelj (0,30 m) višja od bližnje Trumpove stavbe, ki je bila do takrat najvišja stanovanjska stavba v New Yorku.

## Arhitekturni slog
Rečeno, da »kljubuje kategorizaciji«, Gehryjevo delo odraža eksperimentalni duh skupaj s spoštovanjem zahtev poklicne prakse in ostaja večinoma neusklajeno s širšimi slogovnimi težnjami ali gibanji. Z njegovimi najzgodnejšimi izobraževalnimi vplivi, ki temeljijo na modernizmu, je Gehryjevo delo skušalo pobegniti iz modernističnih slogovnih tropov, hkrati pa je še vedno zanimalo nekatere njegove temeljne preobrazbe. Med nenehnim delovanjem med danimi okoliščinami in nepričakovanimi uresničitvami je bil ocenjen kot nekdo, ki nas je »naredil za izdelavo stavb, ki so zabavne, kiparsko vznemirljive in dobre izkušnje«, čeprav lahko njegov pristop postane »manj pomemben, ko pritiski naraščajo, da naredimo več z manj«.
Gehryjev slog se včasih zdi nedokončan ali celo surov, vendar je njegovo delo skladno s kalifornijskim umetniškim gibanjem funk v 1960-ih in zgodnjih 1970-ih, ki je za resno umetnost predstavljalo uporabo poceni najdenih predmetov in netradicionalnih medijev, kot je glina. Njegova dela imajo vedno vsaj nekaj elementov dekonstruktivizma. Gehryja so imenovali »apostol ograje in verige iz valovite kovine«. Vendar je retrospektivna razstava v newyorškem muzeju Whitney leta 1988 pokazala, da je tudi prefinjen klasični umetnik, ki pozna evropsko umetnostno zgodovino in sodobno kiparstvo in slikarstvo.

### Galerija
- "El Peix", skulptura rib, ki se nahaja pred pristaniščem Olímpic v Barceloni v Kataloniji, Španija (1992)
- Plešoča hiša v Pragi (1996)
- Muzej pop kulture v Seattlu (2000)
- Stolp Gehry v Hannovru v Nemčiji (2001)
- Weatherhead School of Management, Case Western Reserve University, Cleveland, Ohio (2002)
- Koncertna dvorana Walta Disneyja v Los Angelesu (2003)
- Stata Center, Massachusetts Institute of Technology, Cambridge, Massachusetts (2004)
- BP brv za pešce, Millennium Park, Čikago (2004)
- MARTa Herford, Herford, Nemčija (2005)
- Hotel Marqués de Riscal v Elciegu, Španija (2006)
- Sedež IAC na Manhattnu v New Yorku (2007)
- Umetniška galerija Ontario v Torontu, Ontario, Kanada (2008)
- Galerija afriško-ameriške umetnosti, Ohr-O'Keefe Museum of Art kampus v Biloxiju, Mississippi (2010)
- Dr Chau Chak Wing Building v Sydney, Avstralija (2014)
- Biomuseo v Panama (mesto) (2014)
- David Cabin - Idyllwild CA (1957)

### Bilbao učinek
Po izjemnem uspehu Gehryjeve zasnove Guggenheimovega muzeja v Bilbau v Španiji so kritiki začeli ekonomsko in kulturno oživitev mest s pomočjo ikonične, inovativne arhitekture omenjati kot učinek Bilbao. V prvih 12 mesecih po odprtju muzeja so baskovskemu gospodarstvu dodali približno 160 milijonov ameriških dolarjev. Od odprtja stavbe je bilo baskovskemu gospodarstvu dodano več kot 3,5 milijarde dolarjev. V naslednjih letih so bili številni poskusi ponovitve tega učinka z obsežnimi privlačnimi arhitekturnimi naročili, ki so bili uspešni in neuspešni, na primer razširitev umetniškega muzeja in stavb Daniela Libeskinda s strani Gehryja samega, na primer skorajda splošno dobro sprejeta Koncertna dvorana Walta Disneyja v Los Angelesu in kontroverznejši Muzej pop kulture v Seattlu. Čeprav nekateri koncept učinka Bilbao povezujejo s pojmom zvezdniške strukture, je Gehry dosledno zavračal oznako stararhitekt.

## Drugi vidiki kariere

### Akademija
Januarja 2011 se je Gehry pridružil fakulteti Univerze v Južni Kaliforniji (USC) kot profesor arhitekture. Od takrat nadaljuje s to vlogo v svoji alma mater. Poleg položaja v USC je Gehry poučeval tudi na Univerzi Harvard, Univerzi v Kaliforniji v Los Angelesu, Univerzi v Torontu, Univerzi Columbia, Zveznem inštitutu za tehnologijo v Zürichu in na univerzi Yale, kjer je še vedno poučevanje od leta 2017.
Čeprav Gehryja pogosto imenujejo "starchitect", je že večkrat izrazil prezir do tega izraza in namesto tega vztrajal, da je le arhitekt. Steve Sample, predsednik Univerze v Južni Kaliforniji, je Gehryju dejal, da »... po Georgeu Lucasu ste naš najvidnejši diplomant«.
Od decembra 2013 je Gehry prejel več kot ducat častnih diplom različnih univerz (glej # Častni doktorati).
Februarja 2017 je MasterClass objavil spletni tečaj arhitekture, kjer je predaval Gehry, ki je bil nato realiziran julija.

### Oblikovanje razstav
Gehry je sodeloval pri oblikovanju razstav v Muzeju umetnosti okrožja Los Angeles iz 1960-ih. Leta 1965 je Gehry zasnoval razstavo za razstavo Umetniški zakladi Japonske v LACMA. Kmalu zatem je sledila zasnova razstave za predstavo Assyrian Reliefs leta 1966 in Retrospektiva Billyja Al Bengstona leta 1968. LACMA je nato najela Gehryja za oblikovanje instalacije za razstavo Zakladi Tutankamona leta 1978, nato pa razstava Avangarda v Rusiji 1910–1930 leta 1980. Naslednje leto je Gehry zasnoval razstavo za Sedemnajst umetnikov v 60-ih v LACMA, kmalu zatem pa Razstava nemških ekspresionističnih skulptur leta 1983. 1991/92 je Gehry zasnoval postavitev znamenite razstave Degenerirana umetnost: usoda avantgarde v nacistični Nemčiji, ki so jo odprli v Muzeju umetnosti okrožja Los Angeles in odpotovali na Umetniški inštitut v Chicagu, Smithsonian Institution v Washingtonu in muzej Altes v Berlinu. Leta 2014 so Gehryja prosili, naj oblikuje razstavo o delu Aleksandra Calderja v Resnickovem paviljonu okrožja Los Angeles, ki jo je ponovno povabila kustosinja muzeja Stephanie Barron. Razstava se je začela 24. novembra 2013 in je trajala do 27. julija 2014.
Poleg dolgoletnega sodelovanja z razstavnim oblikovanjem na LACMA je Gehry s tudi drugimi institucijami oblikoval številne razstavne instalacije. Leta 1998 se je v muzeju Salomona R. Guggenheima odprla razstava Umetnost motocikla, ki jo je zasnoval Gehry. Ta razstava je nato potovala v Naravoslovni muzej Field v Čikagu, Guggenheimov muzej v Bilbau in Guggenheim Las Vegas.
Leta 2014 je pripravil razstavo fotografij svojega tesnega prijatelja in poslovneža Petra Arnella, ki je trajala od 5. marca do 1. aprila v galeriji Milk Studios v Los Angelesu.

### Oblikovanje scen
Leta 1983 je Gehry ustvaril scenografijo za ples Lucinda Childs Dance Available, ki ga je uglasbil John Adams. Premierno je bila uprizorjena v Muzeju sodobne umetnosti v Los Angelesu v Temporary Contemporary, nato pa so jo videli v operni hiši Brooklyn Academy of Music v New Yorku in gledališču Theatre de la Ville v Parizu. Komplet je bil sestavljen iz dveh ravni, med seboj nagnjenih, z ozadjem verižice. Komadi so bili oživljeni leta 2015, in so jih med drugim izvajali v Los Angelesu in Filadelfiji, kjer jih je predstavil FringeArts, ki je naročil revival.
Leta 2012 je Gehry zasnoval scenografijo za operno produkcijo Don Giovannija v filharmoniji v Los Angelesu, izvedeno v koncertni dvorani Walta Disneyja.
Aprila 2014 je Gehry zasnoval set za »raziskovanje življenja in kariere Pierra Bouleza« Čikaškega simfoničnega orkestra, ki je bil izveden novembra istega leta.

### Drugo oblikovanje
Poleg arhitekture je Gehry Oblikoval še vrsto pohištva, nakita za Tiffany & Co., različne gospodinjske predmete, skulpture in celo steklenico. Njegova prva linija pohištva, proizvedena med letoma 1969 in 1973, se je imenovala Easy Edges, izdelana iz kartona. Druga linija pohištva, ki je bila izdana spomladi 1992, je Bentwood Furniture. Vsak kos je poimenovan po drugačnem hokejskem izrazu. Z izdelavo pohištva se je prvič seznanil leta 1954, ko je služil v ameriški vojski, kjer je oblikoval pohištvo za vojake.
Gehryja v številnih njegovih modelih navdihujejo ribe. »Slučajno sem se znašel v ribi«, je zatrdil Gehry. Zanimivost za ribe ga je spodbudilo dejstvo, da so njegovi kolegi poustvarjali grške templje. Rekel je: »Tristo milijonov let, preden je bil človek riba .... če se moraš vrniti in nisi prepričan, da greš naprej ... pred tristo milijoni let nazaj. Zakaj se ustaviš pri Grkih? Torej, začel sem risati ribe v moji skici, nato pa sem se zavedel, da je nekaj v njih.«
Kot rezultat njegovega navdušenja so bile prve Fish Lamps izdelane med letoma 1984 in 1986. V njih so bile uporabljene žične armature, oblikovane v obliki rib, na katere so posamezno prilepljene drobce iz plastičnega laminata ColorCore. Od nastanka prve svetilke leta 1984 so ribe postale ponavljajoči se motivi v Gehryjevem delu, predvsem v skulpturi rib v La Vila Olímpica del Poblenou v Barceloni (1989–2992) in stoječih steklenih ribah za kiparski vrt Minneapolis ( 1986).
Gehry je že sodeloval s podjetjem Tiffany & Co. in ustvaril šest različnih zbirk nakita: kolekcije Orchid, Fish, Torque, Equus, Axis in Fold. Gehry je poleg nakita za podjetje oblikoval tudi druge predmete, vključno z značilnim zbirateljskim šahovskim setom in vrsto namiznih pripomočkov, vključno z vazami, skodelicami in skledami.
Leta 2004 je Gehry oblikoval uradni pokal za svetovni pokal v hokeju. Preoblikoval je pokal za naslednji turnir leta 2016.
Leta 2014 je bil Gehry eden od šestih 'ikonoklastov', ki jih je francoska modna hiša Louis Vuitton izbrala za oblikovanje dela z uporabo njihovega ikoničnega vzorca monograma kot del kampanje Praznovanje monograma.
Leta 2015 je Gehry zasnoval svojo prvo jahto.

### Razvoj softwara
Gehryjevo podjetje je bilo odgovorno za inovacije v arhitekturni programski opremi. Njegovo podjetje je ustanovilo drugo podjetje, imenovano Gehry Technologies, ki je bilo ustanovljeno leta 2002. Leta 2005 je Gehry Technologies začel partnerstvo z Dassault Systèmes, da bi AEC prineslo novosti iz vesoljskega in proizvodnega sveta ter razvilo programsko opremo Digital Project in programsko opremo GTeam. Leta 2014 je podjetje Gehry Technologies prevzelo programsko podjetje Trimble Navigation. Njen seznam strank vključuje Diller Scofidio + Renfro, Herzog & de Meuron, Jean Nouvel, Coop Himmelb(l)au in Zaha Hadid.

## Dela

### Razstava Gehryjevih del
Oktobra 2014 je bila prva večja evropska razstava Gehryevih del predstavljena v Pompidoujevem centru v Parizu. Med drugimi muzeji ali večjimi galerijami, ki so razstavljali Gehryjevo arhitekturo ali oblikovanje, so Galerija Leo Castelli leta 1983 in Art Center Walker leta 1986, katerih razstava je nato potovala v muzej Harbourfront v Torontu, Muzej sodobne umetnosti Houston, Visoki muzej umetnosti v Atlanti, LACMA in muzej Whitney. Nadaljnji muzeji, ki so izvedli večje razstave o Gehryjevem delu, vključujejo Muzej umetnosti v Filadelfiji, Muzej moderne umetnosti leta 1992, Gagosian Gallery leta 1984, 1992 in 1993, Muzej Solomon R. Guggenheim leta 2001, Guggenheim Bilbao leta 2002 Judovski muzej na Manhattnu leta 2010 in milanski trienale najprej leta 1988 in nato leta 2010 z razstavo z naslovom Frank Gehry iz leta 1997. Leta 2015 je LACMA izvedla veliko retrospektivo Gehryjevega dela.
Gehry je sodeloval pri postavitvi beneškega bienala La Strada Novissima leta 1980. Sodeloval je tudi na beneškem bienalu leta 1985 z instalacijo in performansom Il Corso del Coltello, ki je nastal v sodelovanju s Claesom Oldenburgom. Njegovi projekti so bili predstavljeni na beneškem bienalu leta 1996. Nato je z instalacijo Ungapatchket prispeval k beneškem bienalu leta 2008.
Oktobra 2015 je 21 21 Design Sight v Tokiu priredil razstavo Frank Gehry. Imam idejo, ki jo je pripravil japonski arhitekt Tsuyoshi Tane.

## Nagrade in časti
- 1987: Član American Academy of Arts and Letters
- 1988: Izvoljen v National Academy of Design
- 1989: Pritzkerjeva nagrada za arhitekturo
- 1992: Praemium Imperiale
- 1994: Nagrada Dorothy and Lillian Gish
- 1995: Zlata plošča American Academy of Achievement [70]
- 1998: Državna medalja za umetnost[71]
- 1998: Zlata medalja, Royal Architectural Institute of Canada
- 1999: Zlata medalja AIA, American Institute of Architects
- 2000: Cooper - Hewittova nacionalna nagrada za oblikovanje za življenjsko delo [72]
- 2002: Companion of the Order of Canada[73]
- 2004: Nagrada Woodrow Wilson za javno službo
- 2006: Induktiran, Kalifornijska hiša slavnih
- 2007: Nagrada Henryja C. Turnerja za inovacije v gradbeni tehnologiji Narodnega gradbenega muzeja (v imenu Gehry Partners in Gehry Technologies)
- 2009: Red Karla Velikega
- 2012: Petindvajsetletna nagrada, American Institute of Architects
- 2014:Nagrada Prince of Asturias
- 2014: Commandeur of the Ordre National de la Légion d'honneur, Francija
- 2015: Medalja J. Paul Getty Trust
- 2016: Harvard Arts Medal
- 2016: Leonore and Walter Annenberg Award za Diplomacija prek umetnosti, Fundacija za umetnost in ohranjanje veleposlaništev
- 2016: Predsedniška medalja svobode
- 2018: Neutra Medal[74]
- 2019: Inductee, Canada's Walk of Fame
- 2020: Paez Medal of Art, New York City (VAEA).[75]

Gehry je bil leta 1974 izvoljen v kolegij štipendistov Ameriškega inštituta za arhitekte (AIA) in je prejel številne državne, regionalne in lokalne nagrade AIA. Je višji sodelavec v Design Futures Council in je član usmerjevalnega odbora Aga Khan Award for Architecture.

### Častni doktorati
- 1987: California Institute of the Arts
- 1987: Rhode Island School of Design
- 1989: Otis College of Art and Design
- 1989: Technical University of Nova Scotia
- 1993: Occidental College
- 1995: Whittier College[78]
- 1996: Southern California Institute of Architecture
- 1998: University of Toronto
- 2000: Harvard University
- 2000: University of Edinburgh
- 2000: University of Southern California
- 2000: Yale University
- 2002: City College of New York
- 2004: School of the Art Institute of Chicago
- 2013: Case Western Reserve University
- 2013: Princeton University
- 2014: Juilliard School
- 2015: University of Technology Sydney
- 2017: University of Oxford